# Бай Баянай
Бай Баянай, Бай Барилах, Баа̀й Байанай („богаташът Баянай“, „имащият всичко Баянай“) е горски дух в якутската митология. Той е стопанин и покровител на гората, горските животни и птици, покровител на ловците. Според представите Бай Баянай изглежда като весел, шумен старец, обрасъл със сиви косми. Живее някъде вдън горите и има (според различните варианти) седем, девет или единайсет братя и сестри. Притежава много животински кожи – едно от най-големите богатства за якутите.
Преди да тръгнат на лов, якутските ловци принасят жертва на Бай Баянай, а при успешен лов, на място отделят месо от животното за храна на горския дух. Ако дълго време ловците нямат слука, се прави специален обред за призоваването на Бай Баянай, при който се принася жертва; често се принасят благодарствени жертви и при много богат лов.